# Phanaeus halffterorum
Phanaeus halffterorum är en skalbaggsart som beskrevs av Stanley Joe Edmonds 1979. Phanaeus halffterorum ingår i släktet Phanaeus och familjen bladhorningar. Inga underarter finns listade i Catalogue of Life.